# Algemeen Ereteken (Hessen-Darmstadt)
Het Algemeen Ereteken (Duits: "Allgemeine Ehrenzeichen") was een onderscheiding van het Groothertogdom Hessen.  De onderscheiding werd op 25 september 1843 door Ludwig III van Hessen-Darmstadt ingesteld.  Dit Algemeen Ereteken werd in verschillende uitvoeringen uitgereikt voor:
- Moed, Für Tapferkeit
- Verdienste in de oorlog Für Kriegsverdienste
- Verdienste, Für Verdienste
- Trouwe dienst, Für Treue Dienste
- Langdurig dienstverband, Für Langjährige Treue Dienste
- Vijftigjarig dienstverband, Für Fünfzigjährige Treue Dienste
- Redden van een mensenleven, Für Rettung von Menschenleben
- Meermaals redden van mensenlevens, Für Wiederholte Rettung von Menschenleben
- Trouwe arbeid, Für Treue Arbeit

In 1894 herzag Groothertog Ernst Ludwig van Hessen-Darmstadt de statuten. In het vervolg werd de onderscheiding alleen nog maar als onderscheiding voor moed, de "Hessische Tapferkeitsmedaille" verleend.  
De ronde zilveren medaille draagt op de voorzijde het portret van de stichter. Op de keerzijde staat binnen een krans van lauweren en eikenblad met daarbinnen een opdracht zoals "für Treue Dienste". In de zomer van 1917 noopten de slechte oorlogseconomie en een tekort aan materialen de Hessische regering tot het uitreiken van verzilverde medailles.  Deze medailles waren van oorlogsmetaal zoals "Buntmetal" en Weißmetal" (zink). De val van de monarchie in november 1918 maakte een einde aan de Hessische orden en onderscheidingen.   
In meerdere Duitse staten bestond een Algemeen Ereteken. Het voorbeeld was dat van het Koninkrijk Pruisen waar in 1810 als eerste een Algemeen Ereteken was ingevoerd. Niet iedereen kwam in aanmerking voor een ridderkruis, het Algemeen Ereteken verbrede de kring van personen die konden worden gedcoreerd.